# Седильо, Эрнесто
Эрне́сто Седи́льо По́нсе де Лео́н (исп. Ernesto Zedillo Ponce de León; род. 27 декабря 1951, Мехико, Мексика) — президент Мексики с 1 декабря 1994 по 30 ноября 2000 года. С его уходом от власти окончилось непрерывное управления страной Институциональной революционной партии, представители которой становились президентами Мексики несколько десятилетий. Институциональная революционная партия вернулась к власти в 2012 году, когда президентом стал Энрике Пенья Ньето.
Доктор философии (1974), профессор Йеля, иностранный член Американского философского общества (2011).

## Биография
Вскоре после его рождения семья перебралась в поисках работы в Мехикали, и оставалась там до 1965 года. В 1969 году поступил в Национальный политехнический институт Мексики, в 1972 году окончил его (получил там степень бакалавра в школе экономики), а в 1974 году получил степень доктора философии в Йельском университете (также получил там степень магистра). В 1971 году вступил в Институциональную революционную партию.
Работал в центробанке Мексики (1978—1987). В 1987 году назначен заместителем руководителя отдела в министерстве (секретариате) планирования и бюджета, в 1988 году возглавил отдел. В 1992 году назначен министром (секретарём) образования, в 1993 году ушёл с должности, чтобы принять участие в избирательной кампании Луиса Дональдо Колосио на пост президента. Однако 23 марта 1994 года тот был убит в Тихуане, и новым кандидатом от ИРП стал сам Седильо. 21 августа 1994 года он избран новым президентом, получив 17 181 651 (48,69 %) голосов избирателей против 9 146 841 (25,92 %) у ближайшего конкурента — Диего Фернандеса де Севальоса из Партии национального действия.
После вступления Седильо на пост президента в стране резко обострился начавшийся ранее финансовый кризис. 20 декабря 1994 года правительство объявило о 27%-ной девальвации мексиканского песо, за чем последовал быстрый отток иностранных инвестиций, ранее обеспечивавших значительную часть прироста ВВП. Всего за время кризиса курс доллара вырос с 3,4 до 8,7 песо. За этим последовали многочисленные банкротства и, как следствие, быстрый рост безработицы. Большинство обозревателей связали кризис с деятельностью экс-президента Карлоса Салинаса (Седильо продолжал неолиберальный курс своего предшественника, но дистанцировался от него персонально).
3 января 1995 года была опубликована программа выхода из кризиса, включавшая пункты о сокращении внешнеторгового дефицита, восстановлении макроэкономической стабильности, минимизации эффектов девальвации, замораживании зарплаты и сокращении государственных расходов. США, МВФ, Евросоюз и Япония оказали Мексике финансовую помощь в размере более чем 50 миллиардов долларов.
В 1995 году было подписано соглашение о перемирии с Сапатистской армией национального освобождения. Несмотря на это, САНО продолжает находиться в оппозиции правительству.
После ухода в отставку в 2000 году (в Конституции страны исключено повторное выдвижение в президенты) преподаёт в Йельском университете, а также работает в наблюдательных советах и советах директоров нескольких крупных компаний — Coca-Cola, Procter & Gamble, Alcoa, Citigroup и др.
Являлся профессором Национального политехнического института Мексики и El Colegio de México.
С 2005 по 2011 год председатель Global Development Network.
Член Трехсторонней комиссии, G30, советов директоров Института международной экономики и Межамериканского диалога.
Состоит в консультативной группе Глобальной программы развития Фонда Билла и Мелинды Гейтс.
В настоящее время директор Центра изучения глобализации при Йельском университете. Удостоен почётных степеней Йеля и Гарварда, и не только.